# 한국쌀중심건강증진협회
한국쌀중심건강증진협회는 영농화학물질로 오염된 식품으로 인한 국민건강상의 피해와 체질의 산성화를 막기위해 친환경 고품질 쌀을 중심으로 한 균형식단의 보급을 전개 목적으로 2002년 11월 29일 설립된 대한민국 농림수산식품부 소관의 사단법인이다. 사무실은 서울특별시 송파구 가락동 72-3, 성원빌딩 4층에 있다.